# فیل باوهاوس
فیل باوهاوس (انگلیسی: Phil Bauhaus؛ زادهٔ ۸ ژوئیهٔ ۱۹۹۴ ‏(۳۰ سال)) دوچرخه‌سوار اهل آلمان است.
از باشگاه‌هایی که در آن بازی کرده‌است می‌توان به بورا–هانسگروهه، تیم دوچرخه‌سواری اشتاتینگ سرویس گروپ، و تیم سانوب اشاره کرد.